# Carex bijiangensis
Espèce
Classification phylogénétique
Carex bijiangensis est une espèce de plantes du genre Carex et de la famille des Cyperaceae.